# De andere academie
De Andere Academie is een vereniging zonder winstoogmerk uit Torhout. De vzw biedt een voortgezette opleiding voor mensen met een verstandelijke beperking die aan beeldende kunst willen doen. De opleidingen gaan door in Torhout.
Er worden twee opleidingen aangeboden:
- boetseren
- tekenen en schilderen

Jaarlijks bereikt De Andere Academie een dertigtal cursisten.
Naast het organiseren van de lessenreeks zorgt de organisatie er ook voor dat het werk van de cursisten aan een breed publiek kunnen voorgesteld worden. Dit gebeurt via het organiseren van en deelnemen aan tentoonstellingen. Daarnaast is er ook een website waarop werk van de cursisten terug te vinden is.